# Liarea ornata
Liarea ornata es una especie de molusco gasterópodo de la familia Pupinidae. 

## Distribución geográfica
Se encuentra en Nueva Zelanda